# Peuceptyelus lacteisparsus
Peuceptyelus lacteisparsus är en insektsart som beskrevs av Jacobi 1944. Peuceptyelus lacteisparsus ingår i släktet Peuceptyelus och familjen spottstritar. Inga underarter finns listade i Catalogue of Life.